# مضيق ماتوتشكين

مضيق ماتوتشكين

مضيق ماتوتشكين هو مضيق يفصل بين جزيرة سيفيرني وجزيرة يوجني ويعتبر واحد من أكبر الخلال في العالم.